# Szamostelek
Szamostelek település Romániában, Szatmár megyében.

## Fekvése
Romániában, Szatmár megye keleti részén, Szinérváraljától nyugatra, Apa és Szamosveresmart között, a Szamos jobb partján fekvő település.

## Története
Szamostelek nevét 1329-ben említették először Zamostelek, majd 1491 -ben Zamosthelek néven.
A falu 1329-ben a Pok nemzetségbeli Meggyesi Miklós vajda fiának Móricz mesternek a birtoka volt, melynek vámját Károly Róbert király örökre Meggyesi Móricnak adományozta.
Szamostelek a Szinéri uradalom-hoz tartozott, és annak sorsában osztozott, majd a Báthoriak az Ecsedi uradalomhoz csatolták.
A 18. században birtokosai voltak a báró Vécsey, Geötz, Gáspár, Rápholthi Nagy, Tholnay, Matay családok, majd a 19. század közepén mellettük még a Katona és Zsiry családok is. 
A 20. század elején a településnek nagyobb birtokosa nem volt. De a két háború között egy nagyobb kúria tulajdonosaként a szilágysomlyói vagy piskárkosi Szilágyi család is jelen volt a község életében. A kúria kertje a Szamosra futott ki. A kor színvonalán korszerű pálinkafőzőt létesítettek a helyi gyümölcs, elsősorban szilva, feldolgozására. A család a román megszállás megelőzően elhagyta a települést.
A település határában álltak a Balogh és Jeszenszky tanyák.
Szamostelek a trianoni békeszerződés előtt Szatmár vármegye Szinérváraljai járáshoz tartozott.

## Nevezetességek
- Görögkatolikus temploma